# Casa Salvadó
|  | No s'ha de confondre amb Cases Antoni Salvadó i Prim. |

La Casa (Antoni) Salvadó, és un edifici al carrer de Casp, 46 de la Dreta de l'Eixample de Barcelona, catalogat com a bé cultural d'interès local.

## Història
Va ser projectada el 1902 per l'arquitecte Juli Batllevell i Arús per encàrrec d'Antoni Salvadó i Lafont, i construïda entre aquesta data i el 1907.
Tot i que per aquestes dates el modernisme estava en plena efervescència, Batllevell va idear una construcció d'estil eclèctic, amb la incorporació d'elements d'inspiració renaixentista i barroca. Per exemple, les balustrades, element decoratiu i de tancament del balcó que començà a ser present a finals del segle xv i es popularitzaria a partir del xvi. També els frontons curvilinis que coronen dos balcons del primer pis, els quals són habituals en l'arquitectura del Renaixement i dels segles xvii i xviii.

## Descripció
Està format per baixos, pis principal i quatre pisos més, dels quals l'últim és un afegit posterior. Tota la façana presenta un acabat de pedra imitant carreus i està enriquida per decoració escultòrica abundant.
La planta baixa presenta cinc obertures, la central és la porta principal i els restants espais estan dedicats a comerços. Està decorada amb un sòcol de marbre del qual parteixen, sobre pedestals del mateix material, quatre columnes adossades de pedra. Aquestes presenten un capitell d'ordre toscà i un fust dividit en dues meitats treballades de maneres diferents: la part superior està estriada, mentre que la inferior ostenta relleus vegetals acompanyats de petits caps situats dins de petxines. La porta principal adjunta un arc completament decorat amb relleus foliacis i rematat per una clau on semblen figurar unes inicials, damunt de les quals hi consta l'any de construcció de l'edifici (1904). Al llarg de tota la banda superior dels baixos hi ha un fris amb ornamentació vegetal, de tant en tant interromput per les mètopes que sustenten els balcons i les tribunes del pis superior.
La planta principal és on se situen les dues tribunes de l'edifici, separades entre elles per un balcó. Novament, l'arquitecte es val del recurs de les columnes toscanes, en aquest cas per ornamentar les tribunes. Pel que fa als balcons, que tenen forma de balustrada, estan flanquejats per dues pilastres a cada cantó. Tant aquestes columnes com les pilastres fan joc, donat que posseeixen el mateix fust dividit en dos. En el cas de les columnes, la part superior està estriada, mentre que la inferior és plena de relleus foliacis; en les pilastres, en canvi, el damunt no està ornamentat de cap manera, mentre que a sota es repeteixen els elements naturals ja esmentats en les columnes. Del pis principal al segon, ambdós inclosos, trobem cinc balcons (encara que al principal només n'hi ha tres, ja que els dos restants són tribunes). L'esquema compositiu de tots els balcons és similar, amb un fris amb relleus al capdamunt, però canvia la forma de la balustrada: al primer pis és en forma de mitja lluna, mentre que en els altres casos és rectangular. Un altre aspecte que varia és el coronament de dos balcons del primer pis, concretament els que estan sobre les tribunes, donat que són els únics coronats per un frontó curvilini. El que sí que és compartit per tots els balcons és la presència de mètopes de diferents tipus i mides.
El coronament de l'edifici, que originàriament acabava en el tercer pis, pren la forma d'una galeria d'arcades. No obstant això, en temps posteriors s'hi va afegir un quart pis a sobre, cosa que li resta cohesió a la façana, donat que no presenta les mateixes formes ni la mateixa decoració escultòrica.
El vestíbul d'entrada disposa d'un sostre amb volta d'aresta, les puntes de la qual estan ornamentades amb columnetes sobre pedestal de marbre, fust estriat i amb relleus i capitell corinti, a imatge i semblança de les que hi ha a la part inferior de la façana. A l'intradós de la volta hi ha un enteixinat daurat. Altres aspectes a destacar són el pilar de l'escala, coronat per un fanal, o el paviment de mosaic de tessel·les de pedra de forma quadrangular que crea motius vegetals en taronja i vermell.